# Walter Riccomi
Walter Riccomi (Montecarlo di Lucca, 18 gennaio 1950) è un ex ciclista su strada italiano.
Professionista dal 1973 al 1979, in carriera ottenne quattro vittorie tra cui due Gran Premio Città di Camaiore e il Gran Premio Industria e Commercio di Prato.

## Carriera
Si mise in luce sin da giovane giungendo secondo nel 1972 al Giro d'Italia dilettanti e ottenendo anche la convocazione ai Giochi della XX Olimpiade di Monaco di Baviera, in cui fu quarantanovesimo.
In carriera ottenne poche vittorie, ma diversi piazzamenti, tra cui il quinto posto al Tour de France 1976 (a soli 30 secondi dal terzo posto di Raymond Poulidor), dove fu il migliore degli italiani, oltre a piazzamenti tra i primi dieci al Giro d'Italia, due volte settimo 1975 e 1977 e un nono posto nel 1976.

## Palmarès
- 1968 (dilettanti)

Giro del Montalbano
- 1969 (dilettanti)

Coppa Ricami e Confezioni Pistoiesi
- 1971 (dilettanti)

Coppa Giulio Burci
- 1972 (dilettanti)

Coppa Giulio Burci
- 1975 (Scic, due vittorie)

Gran Premio Città di Camaiore
1ª tappa, 2ª semitappa Tour Méditerranéen (Port-de-Bouc > Port-de-Bouc)
- 1976 (Scic, due vittorie)

Gran Premio Città di Camaiore
Gran Premio Industria e Commercio di Prato

### Altri successi
- 1975 (Scic)

Criterium di Bulciago
Prologo Tour de Romandie (Ginevra, cronosquadre)
- 1976 (Scic)

Criterium di Castiglione del Lago
- 1977 (Scic)

Grand Prix d'Aix-en-Provence

## Piazzamenti

### Grandi giri
- Giro d'Italia

1973: 24º
1974: 15º
1975: 7º
1976: 9º
1977: 7º
1978: 21º
1979: 46º
- Tour de France

1976: 5º

### Classiche monumento
- Milano-Sanremo

1974: 133º
1975: 46º
1976: 50º
- Liegi-Bastogne-Liegi

1978: 18º
- Giro di Lombardia

1976: 10º

### Competizioni mondiali
- Campionati del mondo

Yvoir 1975 - In linea: ritirato
Ostuni 1976 - In linea: 45°
Nürburgring 1978 - In linea: 21º
- Giochi olimpici

Monaco 1972 - In linea: 49º